# 渥美和彦
渥美和彦（日语：／ Atsumi Kazuhiko */?，1928年9月25日—2019年12月31日），日本医师，医学家，生物医学工程专家，东京大学名誉教授。

## 生平
1954年毕业于东京大学医学部。1960年获得医学博士学位。1964年担任東京大学医学部医用電子研究施設助教授，1967年升任教授。1989年退休，成为名誉教授。1990年5月至1995年3月，担任日本工學院專門學校校长。1995年4月至1998年11月，担任鈴鹿医療科学大学校长。2012年获授瑞寶中綬章。2019年12月31日去世。

## 轶闻
渥美和彦和漫画家手冢治虫是中学同学，是其漫画《铁臂阿童木》（鉄腕アトム）中“茶水博士”的原型之一。